# ノーマン・バーケット

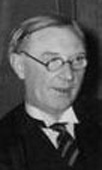
ノーマン・バーケット

初代バーケット男爵ウィリアム・ノーマン・バーケット（William Norman Birkett, 1st Baron Birkett, 1883年9月6日 - 1962年2月10日）は、イギリス人の裁判官、下院議員。ニュルンベルク裁判で裁判官を務めた。
ノーマン・バーケットはランカシャーのバロー・イン・ファーネス近くのアルバストンで生まれた。バロー・イン・ファーネス・グラマー・スクール（現パークヴュー・スクール）に通い、ケンブリッジ大学のエマニュエル・カレッジに通った。1910年からケンブリッジ・ユニオン・ソシエティーの会長をつとめた。
1923年から1924年、1929年から1931年にかけてノッティンガム・イーストからの選出で下院議員を務めた。1958年からバーケット男爵となる。息子に第2代バーケット男爵マイケル・バーケットがいる。